# Haji Wright
Haji Wright (Los Angeles, 1998. március 27. –) amerikai válogatott labdarúgó, az angol Coventry City játékosa.
Az amerikai keret tagjaként részt vett a 2022-es katari labdarúgó-világbajnokságon.
Öccse, Hanif, szintén labdarúgó.

## Statisztika

### A válogatottban
| Válogatott                | Év       | Pályára lépés | Gól |
| ------------------------- | -------- | ------------- | --- |
| Amerikai Egyesült Államok | 2022     | 7             | 2   |
| Összesen                  | Összesen | 7             | 2   |

#### Góljai a válogatottban
| # | Időpont           | Helyszín                                           | Ellenfél  | Gólok | Eredmény | Kiírás              |
| - | ----------------- | -------------------------------------------------- | --------- | ----- | -------- | ------------------- |
| 1 | 2022. június 1.   | TQL Stadion, Cincinnati, Amerikai Egyesült Államok | Marokkó   | 3–0   | 3–0      | Barátságos mérkőzés |
| 2 | 2022. december 3. | Halífa Nemzetközi Stadion, Al-Rajján, Katar        | Hollandia | 1–2   | 1–3      | 2022-es VB          |